# Hinojo (Buenos Aires)
Hinojo es una localidad del partido de Olavarría, localizado en el interior de la Provincia de Buenos Aires, en el centro-este de la República Argentina. Se halla a 19 km de la cabecera Olavarría.

## Toponimia
Su nombre proviene de la gran cantidad de hinojales que rondaban en el lugar.

## Población
Cuenta con 2,841 habitantes (Indec, 2010), lo que representa un incremento del 5,57% frente a los 2,691 habitantes (Indec, 2001) del censo anterior. 
| Gráfica de evolución demográfica de Hinojo entre 1960 y 2010 |
|                                                              |
| Fuentes: INDEC                                               |

## Historia

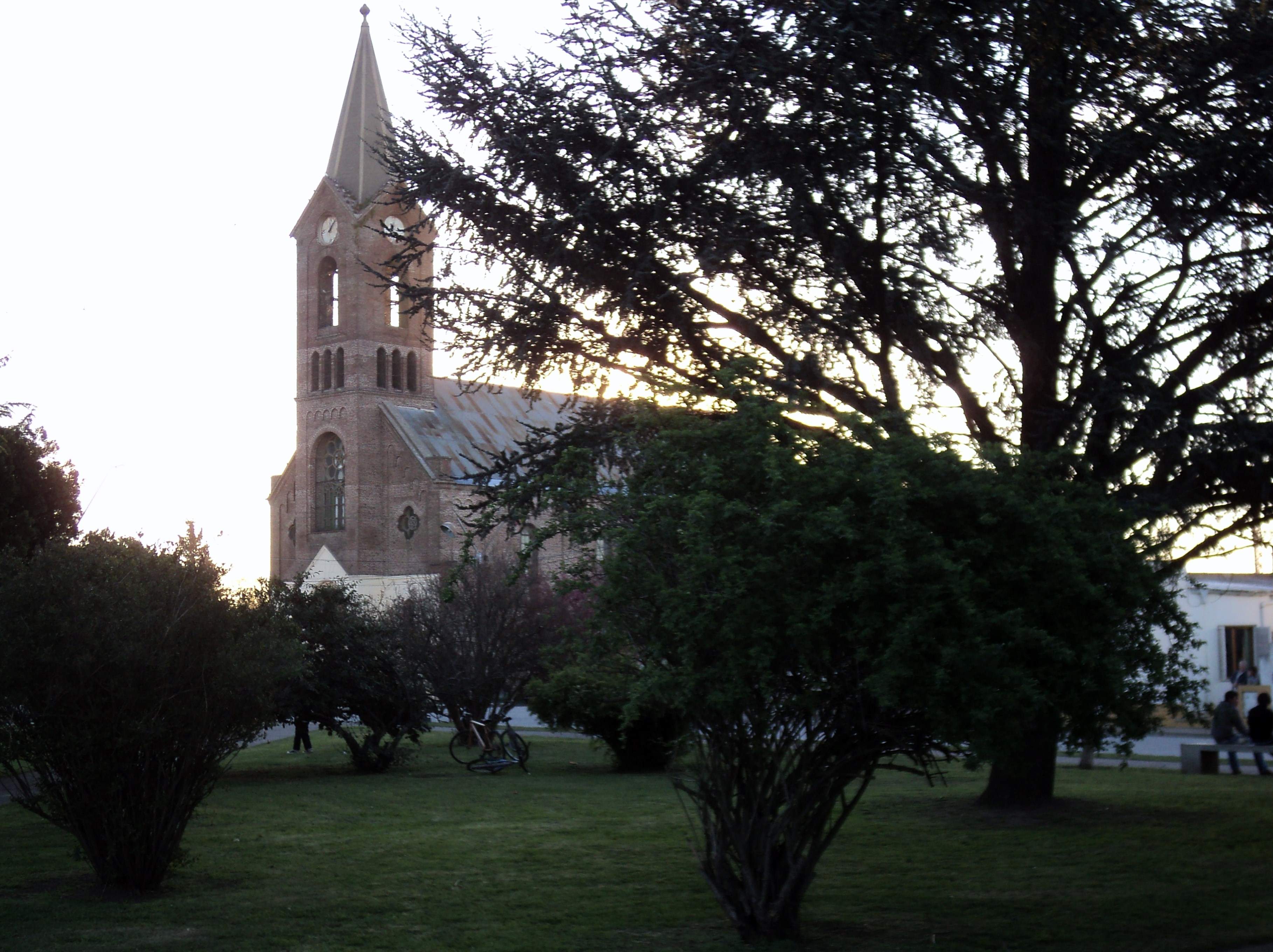
Iglesia católica de la localidad.

- 1887,Hinojo se funda como colonia agrícola a partir de la llegada del ferrocarril. Ángel María Bardi[5] fue su fundador. Luego surge explotación minera
- 1915, se funda el Club Atlético Hinojo. siendo su principal baluarte el fútbol.

El primero había sido fundado en 1908 y tenía como divisa los colores violeta y blanco a rayas verticales, en tanto Independiente, fundado en 1914, tenía camiseta roja y blanca a rayas verticales.
La reunión limó asperezas y se llegó a un total acuerdo, incluso en la elección de los colores de la naciente entidad: serían el blanco, símbolo de la pureza, y el verde, de la esperanza.
El club está abierto a los socios, hay magníficas instalaciones como el fogón, se realizan muchas reuniones sociales. Hinojo tiene en estos momentos 300 socios que abonan $ 4 los caballeros y $ 3 las damas´´.
Hubo una comisión provisoria, integrada así: Francisco Manghera Realini (presidente), Juan Astuti (vicepresidente), Juan A. Bardi (secretario), Ricardo Pedrotti (prosecretario), Pedro Capponi Elizardi (tesorero), Antonio Degliesposte, J. Eduardo De Pierris, Jesús Guerrero y Juan B. Enseñat (vocales).
Exactamente un año después, el 1º de junio de 1916 en asamblea efectuada en el domicilio de José Maitini se aprobaban los estatutos y quedaba conformada la primera comisión directiva.
La presidía José Antonio Maitini y además la integraron: Juan Dibene, Juan Astuti, José Ciancio, Francisco Manghera Realini, Ricardo Pedrotti y Amadeo Veruchi.
En 1922 se adquiere el predio del actual campo de deportes, denominado ``Enrique De la Quintana´´, en la avenida Crotto.
Museo Municipal de Hinojo
- El 25 de mayo de 2011 se realizó el tradicional desfile en Hinojo y además en la localidad se inauguró el museo y la ampliación del hospital.

Nuevamente ante la solicitud de los vecinos, mediante la gestión de José Eseverri el Museo Municipal de Hinojo se inauguró el 25 de mayo de 2011. Funciona en la antigua estación del ferrocarril, que data de 1883, la que había quedado abandonada y fue reconstruida en su totalidad, conservando su estilo. En su interior podemos encontrar objetos que han aportado los vecinos en las tres salas: de Viajes, del Amor, y de la Industria y Comercio.
En torno al Museo, se organizan fiestas populares como la de San Pedro y San Pablo, encuentros con los amigos y amiguitos del Museo.
http://www.webhinojo.com.ar/index.php/museo (enlace roto disponible en Internet Archive; véase el historial, la primera versión y la última).

## Deporte
- Club Atlético Hinojo

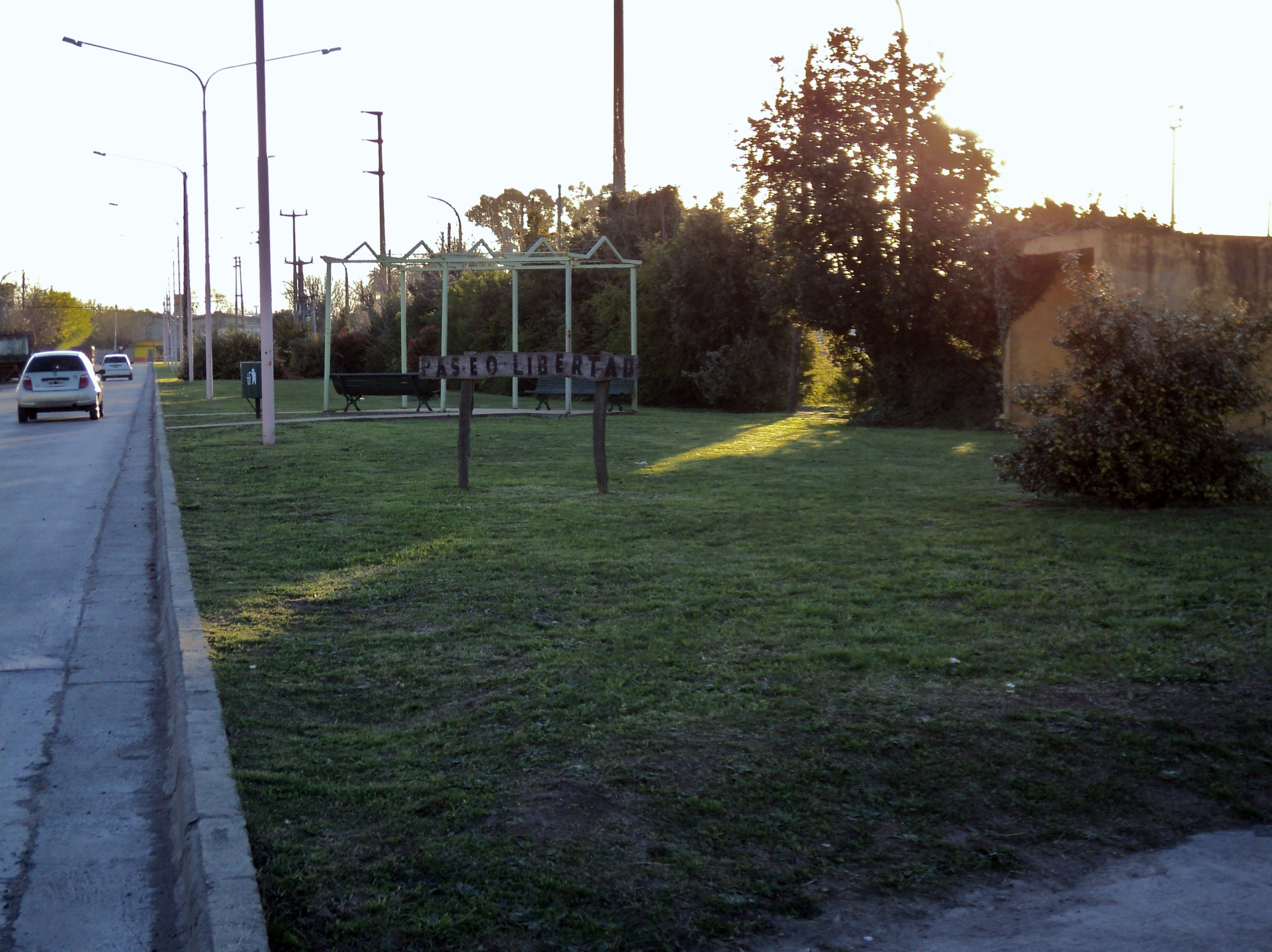
PARQUE DEL PUEBLO MUY CERCA DE LA ESTACIÓN DE TRENES

- Club Social y Deportivo Ferroviario
- Club Social y Deportivo Santa Águeda (Colonia Hinojo)

## Economía
Fue un importante nodo ferroviario, que concentró durante buena parte de los siglos XIX y XX- las cargas de todo tipo de materiales y mercaderías que se producían en la región.
Hoy tiene un presente más vinculado a las actividades rurales.
Se destaca FABI SA., fabricación de bolsas de papel industrial (balanceados, cal, cemento, harina)

### Estación de cargas del FF.CC. de Hinojo
- Traslado de la producción de cal, cemento, piedra, de la región, transportado por la empresa FERROSUR ROCA

## Estación de pasajeros del Ferrocarril Roca
Desde la Estación Hinojo se prestan servicios hacia Buenos Aires, Bahía Blanca y Stroeder.

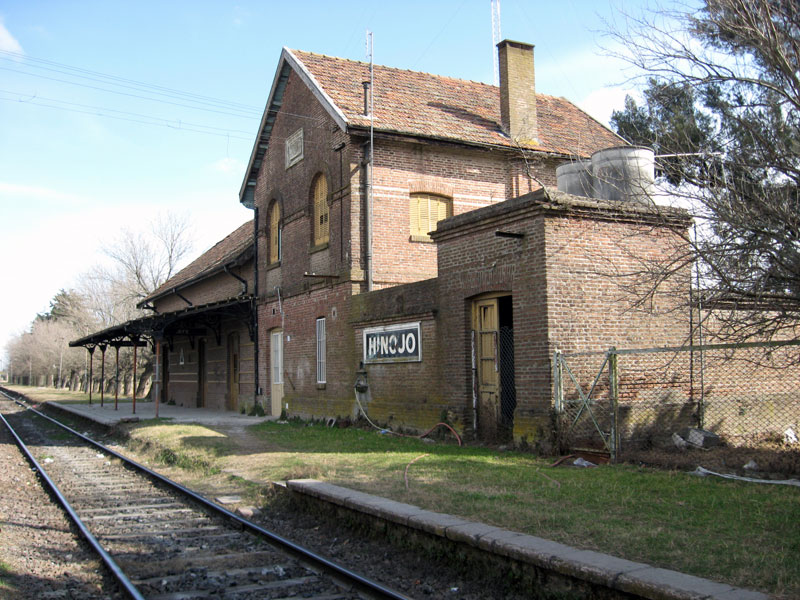
Estación de trenes de Hinojo.

## Parroquias de la Iglesia católica en Hinojo
| Diócesis  | Azul                          |
| --------- | ----------------------------- |
| Parroquia | Nuestra Señora de la Asunción |

DATOS IMPORTANTES: 
```
Hinojo rescata, con genuino orgullo, los eslabones que sostienen su propia historia pionera: aquí se instalaron el primer almacén de ramos generales de la zona, el primer telégrafo, el primer registro civil, la primera fábrica de ladrillos y hasta la primera biblioteca del partido, equipada en 1909 con muebles fabricados por los presos de Sierra Chica.
```